# Смелое (Запорожская область)
Сме́лое (укр. Сміле) — село,
Смеловский сельский совет,
Бильмакский район,
Запорожская область,
Украина.
Код КОАТУУ — 2322786601. Население по переписи 2001 года составляло 573 человека.
Является административным центром Новоукраинского сельского совета, в который, кроме того, входят сёла
Самойловка,
Светлое,
Червоноселовка.Гоголевка, Новоукраинка

## Географическое положение
Село Смелое находится у истоков реки Янчур,
на расстоянии в 1,5 км от села Светлое и в 2-х км от села Самойловка.
Река в этом месте пересыхает.

## История
- Хутор Смелый основано в 1924 году выходцами из села Фёдоровки (Пологовского района).

## Экономика
- «Смелое», КСП.

## Объекты социальной сферы
- Школа I—II ст.
- Детский сад.
- Клуб.
- Фельдшерско-акушерский пункт.

## Достопримечательности
- Братская могила советских воинов.